# Libnotes (Libnotes) clintoni
Libnotes (Libnotes) clintoni is een tweevleugelige uit de familie steltmuggen (Limoniidae). De soort komt voor in het Australaziatisch gebied.